# Parafia św. Mateusza w Sternalicach
Parafia św. Mateusza – rzymskokatolicka parafia położona we wsi Sternalice (gmina Radłów). Parafia należy do dekanatu Gorzów Śląski w diecezji opolskiej.

## Historia parafii
Prawdopodobnie parafia w Sternalicach została erygowana w połowie XV wieku. Pierwsze dokumenty o parafii pochodzą z końca XVII wieku. Parafia obejmowała wówczas miejscowości: Ligotę, Psurów, Radków, Wolęcin i Karmonki Stare. Kościół parafialny został wybudowany w 1614 roku. W 1927 roku został rozbudowany.
Proboszczem parafii jest ksiądz Konrad Wawrzinek.

## Liczebność i zasięg parafii
Parafię zamieszkuje 1995 mieszkańców, swym zasięgiem terytorialnym obejmuje ona miejscowości:
- Sternalice,
- Folwark Nowy i Folwark Stary,
- Goniszów,
- Karmonki Stare,
- Ligota,
- Psurów,
- Radłów,
- Ruda,
- Wolęcin.

### Szkoły i przedszkola
- Publiczne Gimnazjum w Radłowie,
- Publiczna Szkoła Podstawowa w Sternalicach,
- Publiczna Szkoła Podstawowa w Radłowie,
- Publiczne Przedszkole w Sternalicach,
- Publiczne Przedszkole w Radłowie,
- Publiczne Przedszkole w Ligocie[2].

## Inne kościoły i kaplice
Parafia zasięgiem duszpasterskim obejmuje kościół filialny Najświętszego Serca Pana Jezusa w Radłowie.

## Duszpasterze

### Proboszczowie po 1945 roku
- ks. Franciszek Waniek
- ks. Franciszek Dombek
- ks. Joachim Grolik
- ks. Konrad Wawrzinek
- ks. Adrian Muszalik